# Love Me Tender (musical)
Love Me Tender is de Nederlandse versie van een Amerikaanse musical gebaseerd op de grootste hits van Elvis Presley. Het verhaal is geschreven door Joe DiPietro. Andere creatives voor de Nederlandse versie zijn onder anderen Carline Brouwer (regie), Jan Rot (vertaling), Anthony van Laast (choreografie), Jeroen Sleyfer (arrangementen, muzikale leiding) en Sieta Keizer (casting). De voorstelling wordt door de producent ook aangeduid met de naam Love Me Tender / All Shook Up. De voorstelling ging op 22 november 2009 in première en speelt tot en met 18 juli 2010. Bij het John Kraaijkamp Musical Awards Gala van 2010 won de voorstelling één prijs (voor beste geluidsontwerp) uit tien nominaties.

## Verhaal
Love Me Tender vertelt het verhaal van de macho Chad die met motorpech strandt in een plattelandsdorpje. Net uit de gevangenis en gewapend met een gitaar, leren jack en een scherp oog voor vrouwen, wordt het anders zo rustige plaatsje door hem binnen 24 uur compleet op zijn kop gezet. Ook het leven van Natalie, die als reparateur werkt aan het herstel van de motor van Chad, krijgt van de ene op de andere dag een totaal andere wending. De jonge vrouw droomt er al tijden van de wijde wereld in te trekken en ziet in de sexy Chad de ideale reisgezel. Zij probeert hem op eigenzinnige wijze hiervan te overtuigen.

## Opvoeringen
De musical werd in 2004 in de V.S. ontwikkeld onder de naam All Shook Up. In 2005 was het enkele maanden op Broadway, New York te zien. Nederland is het eerste Europese land waar deze show wordt opgevoerd en heeft dus de Europese primeur. De musical ging in het Chassé Theater in Breda in première.
In het seizoen 2014-2015 werd de musical opgevoerd door de jongerencast van het CKE in het Parktheater te Eindhoven.

## Nederlandse cast
- Chad -- René van Kooten
- Ensemble/1e Understudy Chad -- Jasper Kerkhof
- Natalie/Ed -- Brigitte Heitzer
- Ensemble/1e Understudy Natalie -- Manon Novak
- Ensemble/1e Understudy Matilda/2e Understudy Natalie -- Rosalie de Jong
- Dennis -- Joey Schalker
- Ensemble/1e Understudy Dennis -- Dieter Spileers
- Dean Hyde -- Tommie Christiaan
- Ensemble/1e Understudy Dean Hyde -- Stephan Holwerda
- Matilda, burgemeester -- Gemma van Eck
- Jim Haller, Natalie's vader -- Fred Butter
- Sheriff/Alternate Jim Haller -- Harry Slinger
- Ensemble/Swing/1e Understudy Sheriff -- Peter Stoelhorst
- Sylvia -- Erica Yong
  - Wegens een blessure van Erica Yong wordt de rol van Sylvia vanaf 17 juni gespeeld door: Joanne Telesford
- Ensemble/1e Understudy Sylvia -- Roeselien Wekker
- Lorraine -- Cinthia de Neef
- Ensemble/1e Understudy Lorraine -- Chanine Khodabaks
- Sandra -- Daniëlle Veneman
- Dance Captain/Swing/1e Understudy Sandra -- Barbara Hol
- Ensemble/Swing -- Eva Scheffers
- Ensemble -- Pieter de Groot
- Ensemble -- Saar Bressers
- Ensemble/Swing -- Serge Monpellier

'14-'18 · '40-'45 (België) · '40-'45 (Nederland) · De 3 Biggetjes · 3 Musketiers · Aida · Alice in Wonderland · A xXxmas Carola · Anatevka · Assepoester · Belle en het Beest · Billie Holiday · Bloedbroeders · The Bodyguard · Cabaret · Camelot · Cats · Chicago · Ciske de Rat · Cyrano de Bergerac · De Schone van Boskoop · Daens · Dirty Dancing · Doe Maar! · Domino · Doornroosje · Dracula · Drood · Elisabeth · Evita · Fame · De Finale · Flashdance · Foxtrot · Goodbye, Norma Jeane · Grease · Hair · High School Musical · De Jantjes · Jekyll & Hyde · Jersey Boys · Jesus Christ Superstar · Kadanza · De kleine zeemeermin · Koning van Katoren · Kruimeltje · Kuifje: De Zonnetempel · Kunt u mij de weg naar Hamelen vertellen, mijnheer? · The Last Five Years · Lelies · The Lion King · The Little Mermaid · Love Story · Lover of Loser · Mamma Mia! · De man van La Mancha · Mary Poppins · Les Misérables · Miss Saigon · Muerto! · De Muze van Rubens · My Fair Lady · On Your Feet! · Op hoop van Zegen · Oorlogswinter · The Passion · Pauline & Paulette · The Phantom of the Opera · Pinokkio · Red Star Line · Rembrandt · Robin Hood · Romeo en Julia, van Haat tot Liefde · De Rozenoorlog · Shhh...it happens! · Shrek · Soldaat van Oranje · Spring Awakening · De sprookjesmusical Klaas Vaak · Sneeuwwitje · The Sound of Music · Tarzan · Titanic · Turks fruit · Urinetown · De Vliegende Hollander · Wat Zien Ik?! · Wicked · The Wild Party · The Wiz · Wickie de viking de musical
    Portaal Musical